# Chaj-pej
Chaj-pej, nebo také Ccho džang plným názvem Tibetský autonomní kraj Chaj-pej ( čínsky pchin-jinem Huángnán Zàngzú Zìzhìzhōu, znaky 海北藏族自治州; tibetsky: མཚོ་བྱང་བོད་རིགས་རང་སྐྱོང་ཁུལ།, Wylie: mtsho-byang Bod-rigs rang-skyong-khul) je autonomní kraj v provincii Čching-chaj v Čínské lidové republice. Název „ccho-džang/chaj-pej“ znamená "severně od jezera". Kraj se nachází severně od jezera Kukunor.

## Geografie
Kraj leží na severovýchodě Tibetské náhorní plošiny, zároveň na severovýchodě provincie Čching-chaj. Na severu sousedí s provincií Kan-su, na východě s okresy města Si-ning, na jihu leží jezero Kukunor a kraj Chaj-nan a na západě kraj Chaj-si.
Na hranicích s provincií Kan-su se od západu na východ táhne pohoří Čchi-lien, které dosahuje výšky přes 5000 metrů. Průměrná nadmořská výška kraje se pohybuje okolo 3 500 m n. m., 85 % regionu se nachází ve výše než 3000 metrů nad mořem. V pohoří Čchi-lien pramení množství řek, které zásobují region vodou. Většina řek teče do jezera Kukunor.

### Administrativní členění
Autonomní kraj Chaj-pej se člení na čtyři celky okresní úrovně, a sice tři okresy a jeden autonomní okres.
| autonomní okres · Men-jüan okres · Čchi-lien okres · Chaj-jen okres · Kangccha |                |                         |                                       |                       |                       |                    |                                  |
| Název                                                                          | Název          | Název                   | Název                                 | Počet obyvatel (2010) | Počet obyvatel (2020) | Rozloha km² (2020) | Hustota zalidnění (obyv. na km²) |
| český přepis                                                                   | znaky          | tibetsky                | tibetsky (Wylie)                      | Počet obyvatel (2010) | Počet obyvatel (2020) | Rozloha km² (2020) | Hustota zalidnění (obyv. na km²) |
| Okres                                                                          |                |                         |                                       |                       |                       |                    |                                  |
| Chaj-jen                                                                       | 海晏县         | ཧའི་ཡོན་རྫོང་               | ha'i yon rdzong                       | 37 788                | 37 726                | 4 455              | 8                                |
| Čchi-lien                                                                      | 祁连县         | ཆི་ལེན་རྫོང་                | chi len rdzong                        | 46 473                | 48 538                | 13 855             | 4                                |
| Kangccha                                                                       | 刚察县         | རྐང་ཚ་རྫོང་                | rkang tsha rdzong                     | 41 333                | 40 706                | 9 706              | 4                                |
| Autonomní okres                                                                |                |                         |                                       |                       |                       |                    |                                  |
| Men-jüan (chuejský)                                                            | 门源回族自治县 | མོང་ཡོན་ ཧུའེ་རིགས་རང་སྐྱོང་རྫོང་ | mong yon hu'e rigs rang skyong rdzong | 147 710               | 138 335               | 6 379              | 22                               |
|                                                                                |                |                         |                                       |                       |                       |                    |                                  |
| Celkem                                                                         | Celkem         | Celkem                  | Celkem                                | 273 304               | 265 322               | 34 394             | 8                                |

## Demografie

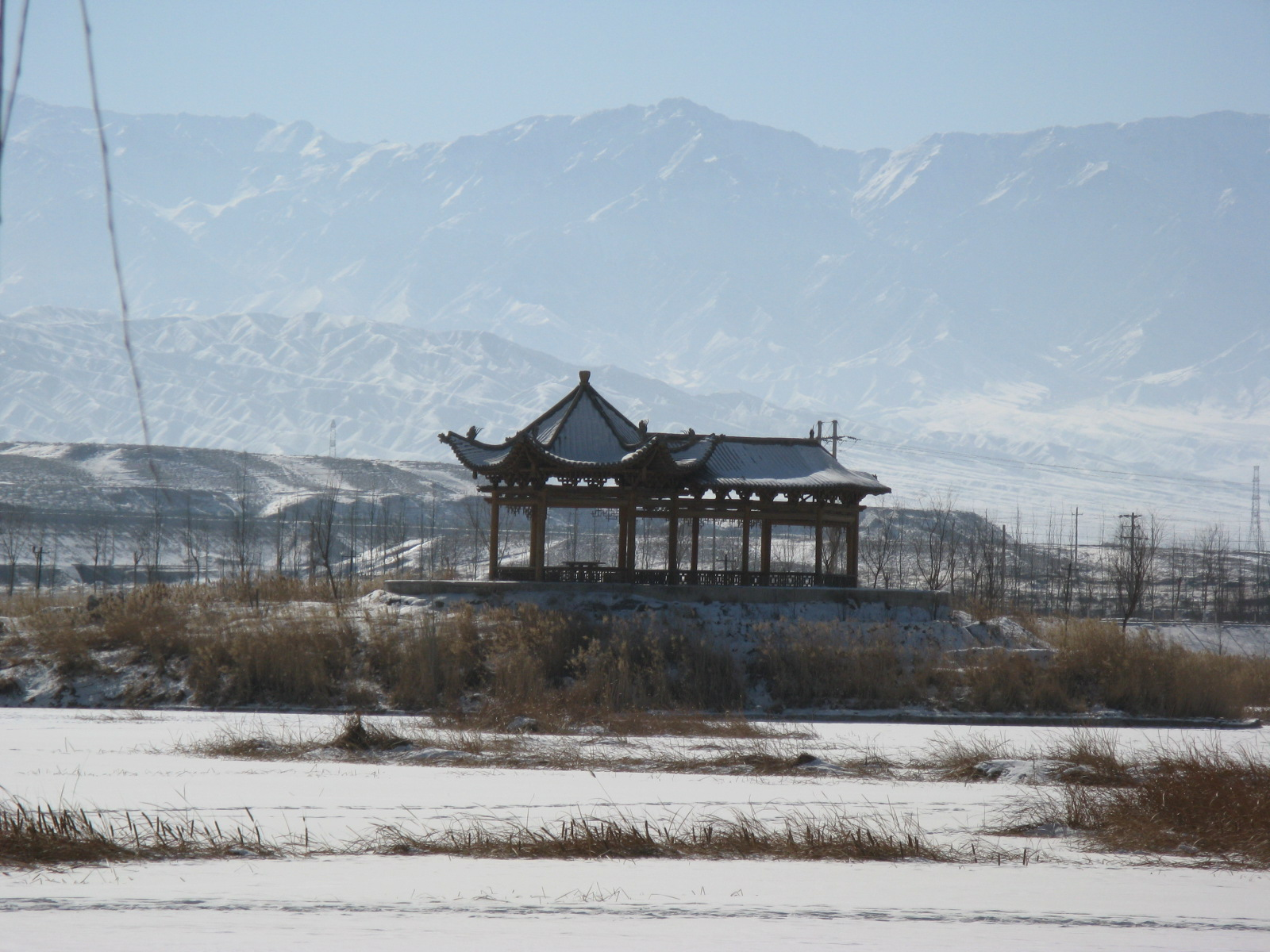
Pohoří Čchi-lien

V roce 1953 žilo v kraji 68 402 obyvatel, z toho Číňanů 26 tisíc (38 %), Tibeťanů 19 tisíc (28 %), Chuejů 17 tisíc (25 %), Mongolů 3700 (5 %) a dalších 14 národností.
V roce 1982 zde žilo 219 692 obyvatel, z toho Číňanů 109 tisíc (49 %), Chuejů 55 tisíc (25 %), Tibeťanů 39,5 tisíc (18 %), Mongolů 8890 (4 %), Monguorů 5000 (2 %) a další národnosti.
V roce 2008 žilo v kraji 278 486 obyvatel. 100 tisíc Číňanů (35 %), 31 % Chuejů, 24 % Tibeťanů, 5 % Mongolů, 3 % Monguorů, dalších více než deset národností tvořilo necelé 1 % celkového počtu obyvatel.
| Okres     | Tibeťané | %    | Chuejové | %    | Mongolové | %    | Monguoři | %    |
| --------- | -------- | ---- | -------- | ---- | --------- | ---- | -------- | ---- |
| Chaj-jen  | 8 881    | 13 % | 1 148    | 1 %  | 5 334     | 37 % | 762      | 9 %  |
| Čchi-lien | 14 300   | 21 % | 16 844   | 19 % | 4 968     | 34 % | 1 103    | 13 % |
| Kangccha  | 28 568   | 42 % | 1 025    | 1 %  | 1 193     | 8 %  | 399      | 5 %  |
| Men-jüan  | 16 117   | 24 % | 67 810   | 78 % | 2 994     | 21 % | 6 087    | 73 % |

86 % populace národnosti Salarů v kraji žije v okrese Čchi-lien.

## Doprava
Prefekturou prochází dálnice G315 vedoucí z města Si-ning do Kašgaru. Severně od jezera také vede železnice do Lhasy.

## Atomové město
V oblasti se nachází první čínská továrna pro výrobu a testování atomových zbraní. Výrobna se začala stavět v roce 1958 pod názvem „Továrna 221“ a dodnes oblast nese název „Atomové město“ (原子城, Jüan-c’ čcheng). V roce 1987 bylo rozhodnuto o ukončení provozu a předání oblasti z rukou armády státu. Provoz byl zastaven v roce 1993 a v blízkosti postaveno město Si-chaj, které je dnes správním centrem kraje. V roce 2001 byla oblast továrny zařazena na seznam národního dědictví a zpřístupněna veřejnosti. Během fungování továrny zde bylo vyrobeno a v okolí odzkoušeno množství jaderných zbraní.